# Ayabarrena
Ayabarrena es una aldea de La Rioja (España), en las proximidades de Ezcaray. Se sitúa a 1020 m s. n. m. a 2 km de Posadas en la margen izquierda del río Oja entre los montes Otero y Cenáticas. Por la aldea pasa el arroyo de Las Cenáticas o de Ayabarrena. 
Su topónimo provendría del euskera, una teoría podría ser que viene de Aia, nombre de una zona, el artículo a, y barren, abajo, es decir, sería el lugar bajo la cuesta. Otra teoría sería que tiene origen celta por la raíz Aya, relacionada con la tradición metalúrgica, ya que hay varios afloramientos en las cercanías

## Demografía
La aldea llegó a tener hasta 49 habitantes pero casi llegó a quedar abandonada en los 60 y en los 80.
Ayabarrena contaba a 1 de enero de 2010 con una población de 8 habitantes, 5 hombres y 3 mujeres.
| Gráfica de evolución demográfica de Ayabarrena entre 2000 y 2015                                 |
|                                                                                                  |
| Población de derecho (2000-2015) según los censos de población del INE a 1 de enero de cada año. |